# Купфернагель, Ханка
Ханка Купфернагель (нем. Hanka Kupfernagel, род. 19 марта 1974, Гера) — немецкая профессиональная велогонщица международного класса.

## Карьера
На протяжении большей части своей карьеры она занималась в основном велокроссом, а также выигрывала крупные гонки на шоссе, треке и в маунтинбайке. Она завоевала семь медалей подряд на чемпионатах мира по велокроссу среди женщин, включая три золотые медали в 2000, 2001 и 2005 годах; две серебряные медали в 2002 и 2003 годах; и бронзовую медаль в 2004 году. 
В 1997 и 1999 годах она занимала 1-е место в мировом женском рейтинге UCI по итогам года, выиграв в 1999 году женскую гонку Флеш Валонь Фемм. Купфернагель три года подряд побеждала в велокроссовой гонке Эмакумин Бира (с 1997 по 1999 годы).
В 2000 году она выиграла серебряную медаль в групповой гонке на летних Олимпийских играх в Сиднее.
В 2007 году трёхкратная чемпионка мира по велокроссу стала чемпионкой мира в гонке с раздельным стартом, завоевав золото на Чемпионате мира по шоссейным велогонкам в Штутгарте. В том же году она выиграла гонку Sparkassen Giro Bochum.
В 2008 году она провела очень сильный сезон в велокроссе, выиграв две гонки Кубка мира, и хотя она шесть раз финишировала на втором месте, ей хватило очков, чтобы завоевать общий титул Кубка мира. На чемпионате мира по велокроссу 2009 года в Хугерхайде она была фаворитом в женской гонке, но не смогла защитить свой титул, так как Марианна Вос обошла её в спринте и оставила Купфернагель с серебряной медалью.
Купфернагель официально ушла из спорта в 2016 году. После трёх с половиной лет перерыва она приняла участие в чемпионате Германии по велокроссу 2019 года в возрасте 44 лет, закончив гонку на втором месте.

## Достижения

### Шоссе
1992
1-я на  групповой гонке, Чемпионат мира по шоссейным велогонкам среди юниоров
1-я на  общем зачёте Тура Бретани
1994
1-я на  общем зачёте Berliner Rundfahrt
1-я на Прологе и этапе 3
1-я на Эшборн — Франкфурт
2-я на Frühjahrsstraßenpreis
3-я на общем зачёте Essen Etappenfahrt
1-я на этапе 1
3-я на общем зачёте Женский Тур — На приз Чешской Швейцарии
1995
Чемпионат Германии
1-я на  групповой гонке
1-я на  индивидуальной гонке
1-я на  общем зачёте Грация Орлова
1-я на этапах 1 и 3
1-я на Премии Весенней улицы
1-я на Лаимнау — Визертсвайлер
1-я на Эбердинген — Хохдорф
1-я на Круговом маршруте Майн-Спессар
1-я на Карбахском критериуме
1-я на Ой-Миттельбергском критериуме
1-я на Лесном критериуме
1-я на Лесном Хроно (TTT)
1-я на Иррель — Фершвеллер
1-я на Боллендорфском критериуме
2-я на Чемпионате Фландрии
3-я на Вуэльте Майорки
1996
1-я на  групповой гонке, Чемпионат Европы по шоссейным гонкам среди юниоров
1-я на  индивидуальной гонке, Чемпионат Германии
1-я на  общем зачёте Грация Орлова
1-я на  общем зачёте Женский Тур — На приз Чешской Швейцарии
1-я на Kampioenschap van Vlaanderen
1-я на Критериуме Эбердинген — Хохдорф
1-я на Критериуме Майн — Спессарт Рундфарт
1-я на Критериуме I в Виссманнсдорфе
1-я на Критериуме II в Виссманнсдорфе
1-я на Гентхинском критериуме
1-я на Гентхинском Хроно (TTT)
1-я на Ой-Миттельбергском критериуме
1997
Чемпионат Германии
1-я на  групповой гонке
1-я на  индивидуальной гонке
1-я на  горном этапе
1-я на  общем зачёте Эмакумин Бира
1-я на  общем зачёте Туре Бретани
1-я на  общем зачёте Грация Орлова
1-я на этапе 2
1-я на  общем зачёте Вуэльты Майорки
1-я на  общем зачёте Тура Финистера
1-я на этапах 1a, 2 и 6a
1-я на  общем зачёте Женский Тур — На приз Чешской Швейцарии
1-я на Чемпионате Фландрии
1-я на Критериуме Нидервангена
1-я на Лесном критериуме
1-я на Лесном Хроно (TTT)
1-я на Критериуме в Бад-Шуссенриде
7-я на групповой гонке, Чемпионат мира по шоссейным велогонкам
1998
1-я на  групповой гонке, Чемпионат Германии
1-я на  общем зачёте Эмакумин Бира
1-я на  общем зачёте Тура Бретани
1-я на Премии улицы Рейнгольда Зенляйна
1-я на Висбаденском критериуме
1-я на Критериуме Эбердинген — Хохдорф
1-я на Критериуме Майн — Спессарт — Рундфарт
1-я на Карбахском критериуме
1-я на Ой-Миттельбергском критериуме
1-я на  общем зачёте Вуэльты Майорки
2-я на общем зачёте Тура Швейцарии
Чемпионат мира по шоссейным велогонкам
3-я на групповой гонке
3-я на индивидуальной гонке
3-я на общем зачёте Тур Тюрингии
9-я на Флеш Валонь Фамм
1999
1-я на  групповой гонке, Чемпионат Германии
1-я на  общем зачёте Грация Орлова
1-я на  общем зачёте Стер Зеувс Эйанден
1-я на этапе 3
1-я на  общем зачёте Тур Тюрингии
1-я на  общем зачёте Эмакумин Бира
1-я на  общем зачёте Женский Тур — На приз Чешской Швейцарии
1-я на Флеш Валонь Фамм
1-я на Берлинском критериуме
1-я на Критериум Святого Венделя
1-я на  общем зачёте Вуэльты Майорки
2-я на общем зачёте Тур де л'Од феминин
2-я на Canberra Women's Classic
3-я на Либерти Классик
2000
Чемпионат Германии
1-я на  групповой гонке
1-я на  индивидуальной гонке
1-я на  общем зачёте Тур де л'Од феминин
1-я на  общем зачёте Грация Орлова
1-я на  общем зачёте Стер Зеувс Эйанден
1-я на этапе 3a
1-я на  общем зачёте Женский Тур — На приз Чешской Швейцарии
1-я на этапе 5b
Олимпийские игры
2-я на групповой гонке
8-я на индивидуальной гонке
3-я на общем зачёте Трофи д’Ор
1-я на Гран-при Наций
2001
1-я на Dortmund Classic
1-я на Боксмеерском критериуме
Чемпионат Германии
2-я на групповой гонке
3-я на индивидуальной гонке
2002
1-я на  индивидуальной гонке, Чемпионат Германии
2-я на общем зачёте Грация Орлова
2003
1-я на Хроно Шампенуа
2-я на общем зачёте Альбштадт-Фрауэн-Этаппенреннен
2-я на общем зачёте Трофи д’Ор
2004
2-я на Флеш Валонь Фамм
2006
3-я на общем зачёте Женский Тур — На приз Чешской Швейцарии
2007
1-я на  индивидуальной гонке, Чемпионат мира по шоссейным велогонкам
1-я на  индивидуальной гонке, Чемпионат Германии
1-я на  общем зачёте Женский Тур — На приз Чешской Швейцарии
1-я на этапе 3
1-я на Тур Бохума
1-я на этапе 4a Эмакумин Бира
1-я на этапе 1 Альбштадт-Фрауэн-Этаппенреннен
2008
1-я на  индивидуальной гонке, Чемпионат Германии
2009
1-я на этапе 5 Тур Большого Монреаля
2010
1-я на  общем зачёте Альбштадт-Фрауэн-Этаппенреннен
1-я на этапе 2
3-я на индивидуальной гонке, Чемпионат Германии
2011
1-я на  общем зачёте Альбштадт-Фрауэн-Этаппенреннен
1-я на этапах 1 и 2
1-я на этапе 3 Женский Тур — На приз Чешской Швейцарии
3-я на групповой гонке, Чемпионат Германии
4-я на Тур Бохума
2012
1-я на  общем зачёте Альбштадт-Фрауэн-Этаппенреннен
2-я на общем зачёте Тур Фри-Стейта
2-я на Опен Воргорда RR
3-я на Селтик Хроно
5-я на Опен Воргорда TTT
6-я на общем зачёте Тур Тюрингии
1-я на Прологе
2013
1-я на   общем зачёте Альбштадт-Фрауэн-Этаппенреннен
9-я на общем зачёте Тур Тюрингии
2015
5-я на общем зачёте Трофи д’Ор
5-я на Nagrade Ljubljana

### Статистика выступления наГранд-турах
| Гонка / Год          | 1996 | 1997 | 1998 | 1999 | 2000 | 2001 | 2002 | 2003 | 2004 | 2005 | 2006 | 2007 | 2008 | 2009 | 2010           | 2011           | 2012           |
| -------------------- | ---- | ---- | ---- | ---- | ---- | ---- | ---- | ---- | ---- | ---- | ---- | ---- | ---- | ---- | -------------- | -------------- | -------------- |
| Гранд Букль феминин  | 11   | DNF  | —    | —    | —    | —    | —    | —    | —    | —    | —    | —    | —    | —    | не проводилась | не проводилась | не проводилась |
| Тур де л'Од феминин  | —    | —    | 4    | 2    | 1    | —    | DNF  | —    | DNF  | —    | —    | DNF  | —    | —    | 22             | не проводилась | не проводилась |
| Джиро д’Италия Донне | —    | —    | —    | —    | —    | —    | —    | —    | —    | —    | —    | —    | —    | —    | —              | —              | DNF            |

### Рейтинги
| Год                 | 1999 | 2000 | 2001 | 2002 | 2003 | 2004 | 2005 | 2006 | 2007 | 2008 | 2009  | 2010 | 2011 | 2012 | 2013  | 2014 | 2015  |
| ------------------- | ---- | ---- | ---- | ---- | ---- | ---- | ---- | ---- | ---- | ---- | ----- | ---- | ---- | ---- | ----- | ---- | ----- |
| Мировой рейтинг UCI | -    | -    | -    | -    | -    | -    | -    | -    | -    | -    | 105-й | 86-й | 70-й | 28-й | 256-й | -    | 190-й |
| Мировой кубок UCI   | 2-й  | -    | -    | 8-й  | -    | -    | -    | -    | -    | -    | -     | -    | -    | -    | -     | -    | -     |
|                     |      |      |      |      |      |      |      |      |      |      |       |      |      |      |       |      |       |
| Источник: UCI       |      |      |      |      |      |      |      |      |      |      |       |      |      |      |       |      |       |

### Трек
1991
2-е место в  Чемпионат мира по трековым велогонкам среди юниоров
1992
Чемпионат мира по трековым велогонкам среди юниоров
1-е место в   индивидуальной гонке преследования
1-е место в   гонке по очкам
1993
1-е место в   индивидуальной гонке преследования, Чемпионат Германии по трековым велогонкам
1994
1-е место в   индивидуальной гонке преследования, Чемпионат Германии по трековым велогонкам
1995
1-е место в   индивидуальной гонке преследования, Чемпионат Германии по трековым велогонкам
1996
2-е место в индивидуальной гонке преследования, Чемпионат Германии по трековым велогонкам